# Yoko Shimomura
Yoko Shimomura (下村 陽子, Shimomura Yōko, 19 de outubro de 1967) é uma compositora japonesa de trilhas sonoras para videogames. É descrita como "a mais famosa compositora de videogames do mundo". Ela trabalha na indústria de jogos desde sua graduação no Colégio de Música de Osaka em 1988. Desde então até 1993, ela trabalhou para a Capcom, onde compôs total ou parcialmente a trilha sonora de dezesseis jogos, incluindo Final Fight e Street Fighter II.
De 1993 até 2002, Shimomura trabalhou para a Square (atual Square Enix), onde compôs para mais dez títulos. Durante sua estadia na Square, ela passou a ser mais conhecida por sua obra na trilha sonora de Kingdom Hearts, seu último jogo antes de deixar a empresa. A partir de 2003, começando com Mario & Luigi: Superstar Saga, ela passou a trabalhar como uma freelancer ativa, escrevendo para mais de uma dezena de títulos.
Seus trabalhos ganharam bastante popularidade e já foram apresentados em múltiplos concertos musicais, incluindo Sinfonia Drammatica, que em parte se concentrou em seu álbum de "grandes sucessos", Drammatica: The Very Best of Yoko Shimomura, e em outra parte em músicas de um concerto anterior. Músicas de vários jogos onde ela trabalhou já foram publicadas como álbuns arranjados e partituras musicais para piano.

## Biografia

### Primeiros anos
Yoko Shimomura nasceu na prefeitura de Hyogo, no Japão, em 19 de outubro de 1967. Seu interesse por música surgiu quando ainda jovem, quando ela começou a receber lições de piano "aos quatro ou cinco anos". Ela começou a compor sua própria música tocando o piano aleatoriamente e fingindo compor, posteriormente inventando suas próprias peças, a primeira das quais ela diz ainda lembrar como tocar. Shimomura estudou no Colégio de Música de Osaka, e se especializou em piano em 1988. Ao se formar, Shimomura pretendia se tornar uma professora de piano, chegando até a receber uma oferta de emprego para exercer essa função em uma loja de música, mas tendo sido uma ávida jogadora por tantos anos ela acabou por decidir em enviar amostras de seu trabalho a várias empresas de jogos que estavam recrutando na universidade. A Capcom a convidou para uma audição e entrevista, oferecendo uma vaga de emprego. Sua família e instrutores ficaram atônitos com sua mudança de direção, visto que trilhas sonoras de videogames não eram bem respeitadas, e que "eles haviam pago (para ela) as despesas em uma escola de música tão cara e não entendiam a razão pela qual (ela) aceitaria tal trabalho", mas Shimomura aceitou a vaga na Capcom mesmo assim.

### Carreira
Trabalhando para a Capcom, Shimomura contribuiu com as trilhas sonoras de mais de dezessete jogos, incluindo o bem sucedido Street Fighter II, para o qual ela compôs todas as faixas exceto três. A primeira trilha sonora na qual ela trabalhou foi para o jogo Samurai Sword em 1988. Final Fight, em 1989, foi seu primeiro trabalho a receber um lançamento avulso, em um álbum contendo músicas de vários jogos da Capcom. A primeira trilha sonora a exclusivamente apresentar seu trabalho veio um ano depois com o lançamento de Street Fighter II. Embora tenha começado sua carreira na Capcom trabalhando na música de jogos lançados em consoles de jogo, em 1990 ela havia sido realocada à divisão de jogos de arcade. Ela era integrante da banda interna Alph Lyla, que tocava músicas da Capcom incluindo trilhas escritas por Shimomura; ela se apresentou ao vivo com o grupo em algumas ocasiões, chegando até a tocar o piano em uma das apresentações da Alph Lyla no Game Music Festival de 1992.
Em 1993, Shimomura saiu para outra empresa, Square (hoje chamada Square Enix). Ela se mudou para a Square por estar interessada em escrever música em "estilo clássico" para RPGs de fantasia; na Capcom ela havia sido posicionada na equipe de jogos de arcade e não pôde se transferir à equipe de jogos de console para trabalhar na série de RPGs Breath of Fire, apesar de ter contribuído com uma faixa ao primeiro jogo da série. Seu primeiro projeto na nova empresa era a trilha sonora do RPG Live A Live de 1994. Enquanto trabalhava na trilha sonora de Super Mario RPG: Legend of the Seven Stars no ano seguinte, foi solicitada que se juntasse à Noriko Matsueda para trabalhar na trilha sonora de um RPG estratégico, o futurista Front Mission. Embora estivesse sobrecarregada compondo ambas as trilhas sonoras e esse não ser o gênero na qual estava interessada, ela se encontrou incapaz de recusar depois de sua primeira tentativa de recusa ter resultado na presença do presidente da Square, Tetsuo Mizuno. Esses jogos foram seguidos por Tobal No. 1, que por uma década foi a última trilha sonora na qual ela trabalhou com outro compositor.
Pelos próximos anos, ela trabalhou na música de vários jogos, incluindo Parasite Eve e Legend of Mana. De todas as suas composições, Shimomura considera a trilha sonora de Legend of Mana a qual onde ela conseguiu se expressar o máximo, permanecendo até hoje uma de suas favoritas. Parasite Eve para PlayStation foi a primeira trilha de Shimomura que incluía uma música cantada, por ter sido no primeiro jogo para o qual ela havia escrito música que rodava em um console que tinha capacidades de som para uma música assim. Em 2002, ela compôs a música de Kingdom Hearts, que ela considera ser uma de suas trilhas mais "especiais" e também um marco em sua carreira; ela nomeou as trilhas sonoras de Street Fighter II e Super Mario RPG os outros dois pontos significantes de sua vida como compositora.
Kingdom Hearts foi um grande sucesso, vendendo mais de quatro milhões de cópias mundialmente; a música de Shimomura era frequentemente citada como um dos destaques do jogo, com a faixa título sendo escolhida a quarta melhor faixa de título de todos os tempos para um RPG. A trilha sonora resultou em dois álbuns com arranjos em piano. Kingdom Hearts foi seu último trabalho na Square. Depois do lançamento de Kingdom Hearts em 2002, Shimomura deixou a Square por licença-maternidade, começando a trabalhar como freelancer em 2003. Ela expandiu o trabalho que fez na Square; desde que saiu, ela compôs ou ainda compõe música para onze jogos da série Kingdom Hearts e da série Mario & Luigi da Nintendo. Ela também trabalhou em vários outros projetos, tais como Heroes of Mana e vários álbuns Premium Arrange. Hoje, ela trabalha na trilha sonora de Final Fantasy XV e Kingdom Hearts III.

## Legado
Após compor para mais de 45 jogos, Shimomura passou a ser um dos maiores nomes na cena de compositores de trilhas sonoras para videogames, descrita como "a mais famosa compositora de videogames do mundo". Em março de 2008, foi lançado um álbum de compilação com as melhores obras de Shimomura chamado Drammatica: The Very Best of Yoko Shimomura, contendo composições para Kingdom Hearts e outros jogos em músicas completamente orquestradas. O álbum inclui músicas de Final Fantasy XV, Live A Live, Kingdom Hearts, Front Mission, Legend of Mana, e Heroes of Mana; Shimomura declarou ter escolhido músicas populares entre fãs e adequadas para orquestração, mas que nunca haviam sido apresentadas por uma orquestra. Em uma entrevista a Music4Games em 2008 sobre o projeto, Shimomura comentou que com as partituras criadas para o projeto, ela estaria interessada em perseguir uma apresentação ao vivo de Drammatica para seus fãs se surgisse a oportunidade. Em 19 de março de 2009, a oportunidade surgiu quando foi anunciado que Arnie Roth conduziria a Orquestra Filarmônica Real de Estocolmo no concerto Sinfonia Drammatica no Stockholm Concert Hall, combinando músicas do álbum com apresentações do concerto Symphonic Shades de Chris Hülsbeck. O concerto ocorreu em 4 de agosto de 2009. Em 27 de março de 2007, Shimomura lançou seu primeiro álbum não relacionado a videogames, Murmur, um álbum de músicas cantadas por Chata.
As músicas escritas por Yoko Shimomura para Kingdom Hearts ocuparam um quarto dos concertos Symphonic Fantasies em setembro de 2009, produzidos pelos criadores da série Symphonic Game Music Concert conduzidas por Arnie Roth. A música título de Legend of Mana também foi apresentada pela australiana Eminence Symphony Orchestra no concerto de músicas para videogame A Night in Fantasia, realizado em 2007.
A trilha sonora de Legend of Mana foi arranjada para piano e publicada pela DOREMI Music Publishing. Dois livros de música compilando a trilha da série também foram publicadas com o título Seiken Densetsu Best Collection Piano Solo Sheet Music em duas edições separadas, com a segunda incluindo as faixas de Shimomura para Legend of Mana. Todas as músicas em cada livro foram reescritas por Asako Niwa como solos de piano voltados a níveis iniciante a intermediário, embora com a intenção de fazê-las soar o máximo possível como as originais. Além dessas, as partituras para piano de Kingdom Hearts e Kingdom Hearts II foram publicadas como livros musicais pela Yamaha Music Media.

## Estilo e influências musicais
Shimomura cita Ludwig van Beethoven, Frédéric Chopin e Maurice Ravel como algumas de suas influências, de acordo com seu site pessoal. Ela diz também gostar de "jazz estilo lounge" há muito tempo. Apesar destas influências e de seu treinamento em música clássica, os estilos musicais diversos que ela usou no decorrer de sua carreira, às vezes na mesma trilha sonora, incluem "rock, eletrônica, oriental, ambiente, industrial, pop, sinfônico, operático, chiptune, entre outros". Para compor suas músicas, ela se inspira em coisas que a movem emocionalmente, tais como "uma bela imagem, uma bela paisagem, saborear algo delicioso, aromas que invocam memórias, coisas felizes e tristes... Qualquer coisa que mova minhas emoções me serve de inspiração." Shimomura também declarou que cria a maioria de suas músicas enquanto faz algo que "não é parte (da sua) rotina, como (enquanto viaja)". Embora suas influências sejam em maior parte clássicas, ela diz que, na opinião dela, seu "estilo mudou dramaticamente com o passar dos anos, embora a paixão pela música permaneça a mesma." Shimomura diz acreditar que uma parte importante no "processo criativo por trás da música" é "trazer uma mensagem sutil, algo que vem da sua imaginação e que fique com o ouvinte, sem ser excessivamente especifico sobre o que ela signifique", em vez de apenas escrever temas simples com mensagens óbvias. Dentre as faixas que ela compôs, sua favorita é "Dearly Beloved" da trilha sonora de Kingdom Hearts.

## Discografia

### Jogos eletrônicos
Composições
| - Samurai Sword (Famicom Disk System) (1988) - Final Fight (1989) (trabalho pequeno) – com Yoshihiro Sakaguchi (não atribuído) - Code Name: Viper (1990) (todas as músicas menos a da 1ª fase) (não atribuído) – com Junko Tamiya - Adventure Quiz Capcom World: Hatena no Daibouken (1990) (trabalho pequeno) – com Yoshihiro Sakaguchi, Manami Matsumae, Junko Tamiya, Hiromitsu Takaoka, e G. Morita (não atribuído) - Gargoyle's Quest (1990) (trabalho pequeno) – com Harumi Fujita (não atribuído) - Adventures in the Magic Kingdom (1990) - Mizushima Shinji no Daikoushien (1990) - Nemo (1990) - Mahjong School: The Super O Version (1990) (trabalho pequeno) – com Masaki Izutani (não atribuído) - Street Fighter II (1991) – com Isao Abe - Buster Bros. (PC Engine) (1991) – com Tamayo Kawamoto - The King of Dragons (1991) - Block Block (1991) – com Masaki Izutani - Varth: Operation Thunderstorm (1992) (trabalho pequeno) – com Masaki Izutani - Mega Man 5 (1992) (compôs apenas a música "Dr. Wily Stage") (não atribuído) - Breath of Fire (1993) – com Yasuaki Fujita, Minae Fujii, e Mari Yamaguchi (compôs apenas a música "Trade City") - The Punisher (1993) – com Isao Abe - Live A Live (1994) - Front Mission (1995) – com Noriko Matsueda - Super Mario RPG: Legend of the Seven Stars (1996) - Tobal No. 1 (1996) – com vários outros - Parasite Eve (1998) - Legend of Mana (1999) - Chocobo Stallion (1999) | - Hataraku Chocobo (2000) - Kingdom Hearts (2002) - Mario & Luigi: Superstar Saga (2003) - Kingdom Hearts: Chain of Memories (2004) - Pop'n Music Carnival (13) (2005) – (compôs apenas a música "Majestic Fire") - Mario & Luigi: Partners in Time (2005) - Soul Calibur III (2005) (Quase todas as musicas do jogo) – com Junichi Nakatsuru,Ryuichi Takada e Keiki Kobayashi - Kingdom Hearts II (2005) - Monster Kingdom: Jewel Summoner (2006) – com vários outros - Heroes of Mana (2007) - Luminous Arc 2 (2008) – com Akari Kaida, Yoshino Aoki, e Shunsuke Nakamura - Mario & Luigi: Bowser's Inside Story (2009) - Kingdom Hearts: 358/2 Days (2009) - Pop'n Music The Movie (17) (2009) – com vários outros - Kingdom Hearts: Birth by Sleep (2010) – com Tsuyoshi Sekito e Takeharu Ishimoto - Kingdom Hearts coded (2010) - Xenoblade Chronicles (2010) – com ACE+, Manami Kiyota, e Yasunori Mitsuda - Last Ranker (2010) - Kingdom Hearts Re:coded (2010) - Radiant Historia (2010) - The 3rd Birthday (2010) – com Tsuyoshi Sekito e Mitsuto Suzuki - Half-Minute Hero II (2011) – com vários outros - Kingdom Hearts 3D: Dream Drop Distance (2012) – com Tsuyoshi Sekito e Takeharu Ishimoto - Demons' Score (2012) – (compôs apenas a música "Azazel del Cielo Ardiente") - Mario & Luigi: Dream Team (2013) - Exstetra (2013) – com vários outros - Final Fantasy XV (2016) - Kingdom Hearts III (25 de janeiro de 2019) - Futuro projeto Mana (data de lançamento ainda não especificada) - Soul Calibur VI (19 de outubro de 2018) |

Arranjos
- F-1 Dream (PC Engine) (1989) – trilha sonora original por Manami Matsumae
- Sweet Home (1989) – trilha sonora original por Junko Tamiya
- Super Smash Bros. Brawl (2008) – "Tetris: Type A", "Gritzy Desert", e "King Dedede's Theme"
- Little King's Story (2009) – responsável pelo arranjo do Bolero de Maurice Ravel

### Outros trabalhos
- Parasite Eve Remixes (1998)
- Phantasy Star Online Episode I & II Premium Arrange (2004) – com vários outros
- Dark Chronicle Premium Arrange (2004) – com vários outros
- Dan Doh!! (2004)
- Best Student Council (2005)
- Rogue Galaxy Premium Arrange (2006) – com vários outros
- Murmur (2007) – álbum original com letras e vocais por Chata
- Drammatica: The Very Best of Yoko Shimomura (2008)
- Mushihimesama Double Arrange Album (2009)
- GO! GO! Buriki Daioh!! (2012)
- GeOnDan RareTrax the LAST (2012) – com vários outros